# XP-56 (航空機)
XP-56 ブラックバレット
XP-56-NO 41-0786号機 (撮影年不詳)
- 用途：戦闘機
- 分類：陸上戦闘機
- 製造者：ノースロップ社
- 運用者： アメリカ陸軍航空軍（予定）
- 初飛行：1943年9月30日
- 生産数：2機
- 退役：1944年3月
- 運用状況：未就役

XP-56 ブラックバレット（Northrop XP-56 Black Bullet ）は、アメリカ合衆国のノースロップ社が試作した戦闘機である。単発の推進式レシプロエンジンを胴体後部に配置して二重反転プロペラを駆動し、形状的には無尾翼機であるという特異な機体であった。安定性不良等の問題が多かったこともあって、2機の試作のみに終わった。
愛称の「ブラックバレット (Black Bullet)」は、黒い弾丸の意。ノースロップ社内における開発名称はN2B/N1M。

## 概要
1939年にアメリカ陸軍航空隊はレシプロ機の限界を打ち破るべく周回計画(Circular Proposal)R40Cという単発の迎撃機の仕様を航空メーカー8社に提示したが、この中においてヴァルティー社製三胴機・XP-54と、カーティス社製先尾翼機・XP-55と共に試作契約を勝ち取ったのがノースロップ社製の本機である。ノースロップ社が研究を重ねていた無尾翼式の機体に後退翼の主翼を持ち、推進式プロペラは二重反転式で、エンジンは開発中だったP&W X-1800（2,200 hp）を搭載することになっていた。しかし、搭載予定していたX-1800エンジンが開発中止となってしまったため、空冷星型のR-2800エンジンを搭載することになった。このため胴体が太く改設計された。この変更が機体重量の増加を招き、本機の飛行性能を悪化させる原因の一つとなった。また、翼端失速を遅らせる工夫として、主翼外側は途中より下方に折り曲げられていた。垂直尾翼は機体後部の上下に取り付けられていた。
試作1号機は1943年4月に完成したが、それ以前に飛行した試験用の飛行模型のデータをもとに垂直尾翼の改修を行ったため、初飛行は1943年9月になってしまった。1号機は滑走中に左主車輪がパンクしたことにより機体は大破したため廃棄され、テストは試作2号機が初飛行する1944年3月まで延期となった。2号機は大改修を行い、垂直尾翼面積の拡大や主翼形状変更による重心位置の修正により安定性の向上を図っていたが操縦性の悪さは相変わらずで、加えて推進式の配置によるエンジンの冷却不足等の問題もあった。このため、約10回の飛行試験の後、同年5月に本機の開発計画は中止になった。

## 諸元
試作1号機
- 全長：8.38 m
- 全高：3.35 m
- 全幅：12.95 m
- 翼面積：28.52 m2
- 自重：3,946 kg
- 全備重量：5,148 kg

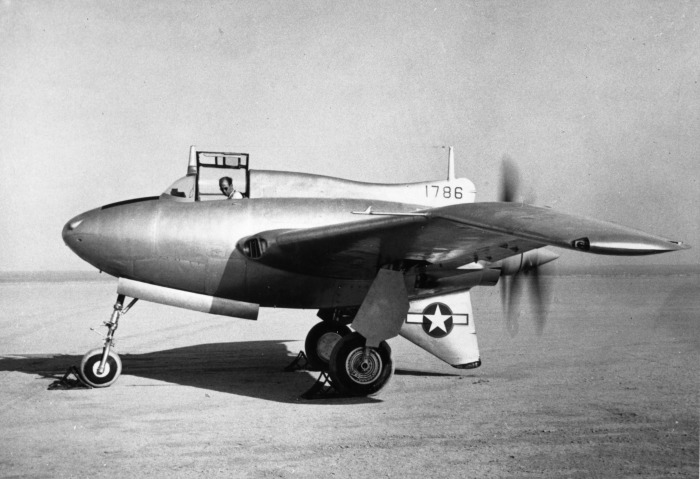
XP-56-NO 試作1号機 41-0786号機

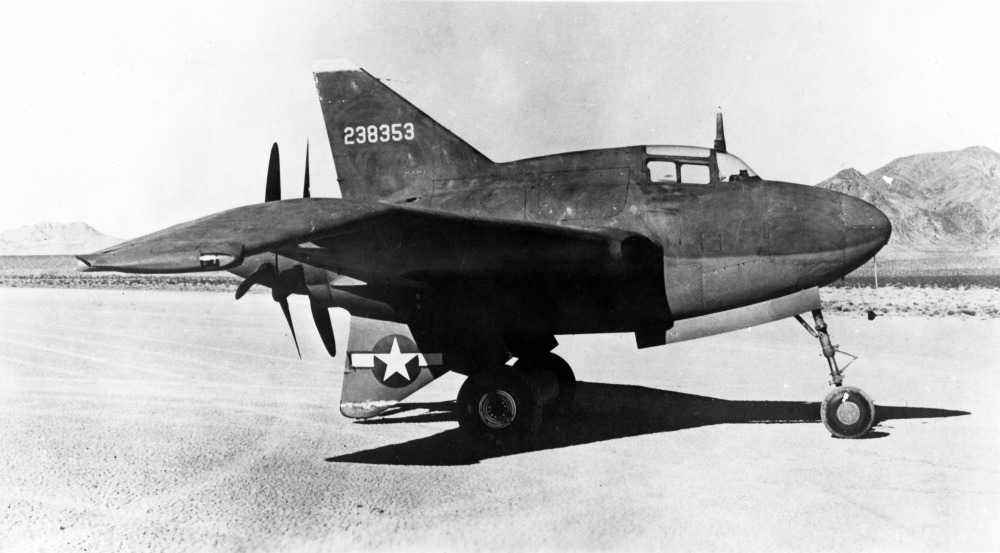
XP-56-NO 試作2号機 42-38353号機

- エンジン：P&W R-2800-29 空冷星型18気筒 2,000hp
- 最大速度：748 km/h
- 航続距離：724 km
- 実用上昇限度：10,058 m
- 乗員:1名
- 武装：
  - 12.7mm機関銃 × 4
  - 20mm機関砲 × 2

試作2号機
- 全長：8.38 m
- 全高：3.38 m
- 全幅：12.96 m
- 翼面積：28.52 m2
- 翼面荷重：181 kg/m2
- 自重：3,955 kg
- 全備重量：5,159 kg
- エンジン：P&W R-2800-29 空冷星型18気筒（離昇2,000馬力）
- 最高速度：749 km/h
- 航続距離：1,063 km
- 実用上昇限度：10,061 m
- 乗員:1名
- 武装：
  - 12.7mm機関銃 × 4
  - 20mm機関砲 × 2

（一部数値は計画値）

## 現存する機体
製造された2機のうち、1号機は試験中に大破、2号機は国立航空宇宙博物館で非展示で保管されている。